# Ukrainian Sports Club New York
L'Ukrainian Sports Club New York è una squadra di calcio statunitense, con sede a New York.

## Storia
La società venne fondata nel 1947 dalla comunità ucraina newyorkese, formata da fuoriusciti dall'Unione Sovietica e, nello stesso anno aderì alla German-American Soccer League, divenuta in seguito Cosmopolitan Soccer League. La squadra si è aggiudicata due edizioni del campionato della lega e una coppa di lega.
Il massimo successo del club fu la vittoria della National Challenge Cup nel 1965, trofeo ottenuto battendo i Chicago Hansa in finale. Alla guida degli Ukrainians vi era nel duplice ruolo di allenatore-giocatore l'inglese Gordon Bradley.
Nel periodo pasquale del 1965 la società organizzò un torneo internazionale, l'International Easter Soccer Tournament, a cui parteciparono i greci dell'Arīs Salonicco, i tedeschi dell'Eintracht Francoforte e gli italiani della Fiorentina, che si aggiudicarono il torneo.

## Palmarès

### Competizioni nazionali
- National Challenge Cup: 1

1965

### Competizioni regionali
- German-American Soccer League: 2

1966, 1967
- League Cup Champions: 1

1984